# Моррисон, Мэттью
Мэ́ттью Джеймс «Мэтт» Мо́ррисон (англ. Matthew James "Matt" Morrison; род. 30 октября 1978, Форт-Орд, Калифорния) — американский актёр и певец, наиболее известный по своим театральным работам и роли Уилла Шустера в сериале «Хор», за которую он был удостоен премии «Гильдии киноактёров» в категории «Лучший актёрский состав» и премии «Спутник» в категории «Лучшая мужская роль в телевизионном сериале — комедия или мюзикл», а также номинирован на премии «Эмми» и «Золотой глобус».

## Ранние годы
Мэттью Моррисон родился 30 октября 1978 года в городе Форт-Орд, штат Калифорния. В школе он был игроком футбольной команды, избирался королём бала и президентом студенческого совета. Увлечение актёрством пришло к нему во время посещения театрального лагеря, после чего он стал принимать участие в школьных постановках. Он продолжил образование по специальности «искусство» в Нью-Йоркском Университете.

## Карьера
Моррисон начал свою карьеру на Бродвее, успешно играл в целом ряде музыкальных постановок и был удостоен номинации на премию «Тони» в 2005 году.
С 1997 года Моррисон исполнил около 40 ролей в кино и на телевидении, в том числе в фильме «С глаз — долой, из чарта — вон!», сериалах «Секс в большом городе», «Направляющий свет», «Пока вращается мир», «C.S.I.: Место преступления Майами», «Числа» и других.
Популярность актёру принесла роль Уилла Шустера, преподавателя испанского и руководителя школьного музыкального кружка в телесериале «Хор», появившемся на экранах в 2009 году.
16 июня 2010 года Моррисон записал дуэт с певицей Леоной Льюис, кавер на песню «Over the Rainbow», они исполнили её в рамках одного из концертов певицы.
В 2011 году Моррисон выпустил свой дебютный альбом, который получил название «Matthew Morrison», в записи диска принимали участие такие звёзды, как Стинг, Элтон Джон и Гвинет Пэлтроу. Свою работу Мэттью прокомментировал так: «Я хотел показать людям, кто я есть на самом деле. Я тесно связан с шоу, хотя и до него занимался творчеством. Странно, никто и не воспринимает меня за что-то другое».
Моррисон вернулся на Бродвей в роли Дж. М. Барри в новом мюзикле « Finding Neverland».

## Личная жизнь
Некоторое время встречался с актрисой Лией Мишель. 9 октября 2006 был обручен с актрисой Кришелл Стаус, отношения с которой позже закончились.
В 2011 году Моррисон начал встречаться с Рене Пуэнте. 27 июня 2013 года пара объявила о помолвке. 18 октября 2014 года пара поженилась в частном доме на острове Мауи. У пары двое детей — сын Ревел Джеймс Мэкай Моррисон (род. 12 октября 2017) и дочь Финикс Монро Моррисон (род. 28 июня 2021).

## Фильмография
| Фильмы и телесериалы | Фильмы и телесериалы                  | Фильмы и телесериалы                 | Фильмы и телесериалы  | Фильмы и телесериалы                               |
| Год                  | Название                              | Оригинальное название                | Роль                  | Примечания                                         |
| -------------------- | ------------------------------------- | ------------------------------------ | --------------------- | -------------------------------------------------- |
| 1997                 | Относительность                       | Relativity                           | доктор Александр      | эпизод: «Hearts and Bones»                         |
| 1999                 | Секс в большом городе                 | Sex and the City                     | водитель автобуса     | эпизод: «They Shoot Single People, Don’t They?»    |
| 2003                 | Марси Икс                             | Marci X                              | парень                |                                                    |
| 2003                 | Таксист                               | Hack                                 | Сэм Вагнер            | эпизод: «Blind Faith»                              |
| 2005                 | Однажды на матрасе                    | Once Upon a Mattress                 | сэр Гарри             |                                                    |
| 2006                 |                                       | Blinders                             | Скотт                 | короткометражный фильм                             |
| 2006                 | Закон и порядок: Преступное намерение | Law & Order: Criminal Intent         | Ченс Слэтер           | эпизод: «Proud Flesh»                              |
| 2006                 | Как вращается мир                     | As the World Turns                   | Адам Мансон (№ 4)     | 17 эпизодов                                        |
| 2007                 | Говорящая с призраками                | Ghost Whisperer                      | Мэтт Сембрук          | эпизод: «Bad Blood»                                |
| 2007                 | C.S.I.: Место преступления Майами     | CSI: Miami                           | Джесси Старк          | эпизод: «Bloodline»                                |
| 2007                 | С глаз — долой, из чарта — вон!       | Music and Lyrics                     | Рэй                   |                                                    |
| 2007                 | Влюбиться в невесту брата             | Dan in Real Life                     | полицейский           |                                                    |
| 2007                 | Кажется, я люблю свою жену            | I Think I Love My Wife               | Продавец № 2          |                                                    |
| 2008                 | 4исла                                 | Numbers                              | офицер Блэйн Слери    | эпизод: «Power»                                    |
| 2009                 | Добровольцы                           | Taking Chance                        | Роберт Рус            | телевизионный фильм                                |
| 2009-2015            | Хор                                   | Glee                                 | Уилл Шустер           | 121 эпизод                                         |
| 2011                 | Шоу Кливленда                         | The Cleveland Show                   | Уилл Шустер (озвучка) | эпизод: «How Do You Solve a Problem Like Roberta?» |
| 2012                 | Чего ждать, когда ждёшь ребёнка       | What to Expect When You’re Expecting | Эван Вэбер            |                                                    |
| 2014                 | Космическая станция 76                | Space Station 76                     | Дэниел                |                                                    |
| 2016                 | После реалити-шоу                     | After the Reality                    | Скотти                |                                                    |
| 2016                 | Хорошая жена                          | The Good Wife                        | Коннор Фокс           | 6 эпизодов                                         |
| 2016                 | Юная                                  | Younger                              | Себастиан             | эпизод: «The Good Shepherd»                        |
| 2017-2018            | Анатомия страсти                      | Grey’s Anatomy                       | доктор Пол Стэдлер    | 4 эпизода                                          |
| 2017                 | Тюльпанная лихорадка                  | Tulip Fever                          | Маттеус               |                                                    |
| 2018                 | Бродвей 4D                            | Broadway 4D                          | Джулиан               |                                                    |
| 2019                 | Сумасшедший пришелец                  | Feng kuang de wai xing ren           | капитан Зак Эндрюс    |                                                    |
| 2019                 | Американская история ужасов: 1984     | American Horror Story: 1984          | Тревор Кичнер         | основной состав                                    |